# Paul Burnett
Paul Burnett (London (Ontário), 12 de janeiro de 1998) é um  jogador de vôlei de praia australiano, medalhista de ouro no Campeonato Asiático de 2021 na Tailândia.

## Carreira
Em 2016, formou dupla com Marcus Ferguson e competiram na edição do Campeonato Mundial Sub-19 em Lárnaca, ocasião que terminaram na décima sétima posição e estiveram juntos na conquista da medalha de ouro no Campeonato Asiático Sub-21 de 2017 em Roi Et e ainda finalizaram na nona posição no Campeonato Mundial Sub-21 de 2017 de Nanquim, nesta temporada esteve com Cole Durant na etapa de Palembang pelo circuito asiático, terminando em quinto lugar e repetiu o mesmo resultado ao lado de Joshua Court  quando estreou no circuito mundial, no torneio duas estrelas de Sydney.
Em 2018, esteve com Joshua Court no torneio uma estrela de Shepparton e finalizaram em décimo terceiro lugar, depois, no mesmo circuito mundial, competiu com Maximilian Guehrer no torneio uma estrela em Banguecoque e no quatro estrelas de Espinho; ainda nesta jornada, disputaram o Campeonato Mundial Universitário  em Munique, depois, conquistaram a medalha de bronze em 2018 no torneio uma estrela em Liubliana pelo circuito mundial de 2019. 
Na temporada de 2019, ao lado de Maximilian Guehrer, e conquistou o vice-campeonato na etapa nacional em Glenelg Beach, o quinto lugar em Thompsons Beach e também em Manly beach, como melhor desempenho bo circuito mundial, terminaram em décimo sétimo no torneio três estrelas de Sydney. Na edição do Campeonato Asiático de 2019, em Maoming. No ano de 2020, esteve com Cole Durant  na edição do Campeonato Asiático de 2020 em Udon Thani e terminaram na nona posição e no torneio duas estrelas de Phnom Penh terminou em nono lugar ao lado de Marcus Ferguson.   
Em 2021, volta a competir no vôlei de praia, e passou a formar dupla com Thomas Hodges no circuito australiano, obtendo o bronze na etapa de Thompson Beach e Coolangatta Beach, além dos vice-campeonatos Glenelg Beach e Manly Beach.Conquistou com a parceria de Christopher McHugh a medalha de ouro no Campeonato Asiático de 2021 em Phuket (cidade). No Circuito Australiano de 2022, foi ao lado Christopher McHugh vice-campeão em  Mollymook Beach, já pelo circuito mundial, terminaram em quinto lugar, no Challenge de Doha e Tlaxcala, obtiveram a medalha de prata no Challenge de Kuşadası e o quarto lugar no Challenge de Agadir, o vigésimo quinto lugar em Gstaad, o décimo terceiro lugar em Jūrmala e o décimo sétimo lugar no Challenge de Espinho e no Elite 16 de Ostrava, mesma colocação no Campeonato Mundial de Roma.
Com Christopher McHugh conquistou a medalha de ouro na edição dos Jogos da Commonwealth de 2022 e foram vice-campeões no Campeonato Asiático de 2022 em Bandar Abbas.No correspondente circuito mundial, estiveram juntos na conquista do terceiro lugar no Challenge de Torquay e o quinto nesta mesma cidade pelo evento do Elite 16.
Em mais uma temporada ao lado de Christopher McHugh,  finalizaram em décimo terceiro lugar no Elite 16 de Doha, nono no Challenge de La Paz (México), vigésimo primeiro lugar no Elite 16 em Tepic, nona posição nos Challenges de Itapema, Saquarema, Edmonton e Espinho,  décimo sétimo lugar no Elite 16 de Montreal, vigésimo primeiro lugar no Elite 16 em Hamburgoainda o vigésimo quinto lugar no Challenge de Jūrmala, e conquistaram o vice-campeonato no Campeonato Asiático de 2023 em Fuzhou; ainda estiveramm juntos no circuito suíço e terminaram em quinto na etapa de Zurique; juntos disputaram a edição do Campeonato Mundial de Vôlei de Praia de 2023 nas cidades mexicanas de Tlaxcala de Xicohténcatl, Apizaco e Huamantla terminaram em décimo sétimo lugar, depois, esteve com Jack Pearse e terminaram no quinto lugar no circuito australiano em Geelong e no circuito mundial ainda conquistaram o título do Future em Geelong.

## Títulos e resultados
- Future de Geelong do Circuito Mundial de 2023
- Future de Mollymook do Circuito Mundial de 2024
- Challenge de Kuşadası do Circuito Mundial de 2022
- Challenge de Torquay do Circuito Mundial de 2022
- 1* de Liubliana do Circuito Mundial de 2019
- Challenge de Agadir do Circuito Mundial de 2022